# Họ Dơi quạ
Họ Dơi quạ (Pteropodidae) là một họ động vật có vú thuộc Bộ Dơi (Chiroptera). Chúng còn được gọi là dơi quả hay dơi quả Cựu Thế giới. Đặc biệt là các loài trong chi Acerodon và Pteropus còn được gọi là cáo bay. Chúng là thành viên duy nhất của siêu họ Pteropodoidea, một trong hai siêu họ của phân bộ Yinpterochiroptera. Sự phân chia nội bộ của Pterepadidae đã thay đổi kể từ khi các phân họ được đề xuất lần đầu tiên vào năm 1917. Từ ba phân họ trong phân loại năm 1917, sáu hiện được công nhận, cùng với các tông khác nhau. Tính đến năm 2018, 197 loài đã được mô tả. Việt Nam có 11 loài, như dơi chó Ấn (Cynopterus sphinx) và dơi ngựa Thái Lan (Pteropus lylei).
Họ này gồm những loài dơi lớn nhất thế giới, với cá thể của một số loài nặng tới 1,45 kg và có sải cánh dài tới 1,7 m. Không phải tất cả các loài đều có thân hình to lớn; gần một phần ba của tất cả các loài nặng dưới 50 g. Chúng có thể được phân biệt với những loài dơi khác nhờ khuôn mặt giống chó của chúng, móng có hai vuốt và màng dù đuôi giảm. Chỉ các thành viên của chi, Notopteris, là có đuôi. Dơi quạ có một số điều chỉnh thích nghi cho việc bay, bao gồm sự tiêu thụ oxy nhanh, khả năng duy trì nhịp tim hơn 700 nhịp mỗi phút, và thể tích phổi lớn.
Một phần tư của tất cả các loài được đánh giá là bị đe dọa, chủ yếu là do môi trường sống bị hủy hoại và việc săn bắt quá mức. Dơi quạ là một nguồn thức ăn phổ biến ở một số khu vực, dẫn đến sự suy giảm về số lượng cá thể, và thậm chí cả tuyệt chủng. Chúng cũng được quan tâm đến bởi những người có liên quan đến sức khỏe cộng đồng, do chúng là ổ chứa tự nhiên của một số loài virus có thể ảnh hưởng đến con người.

## Tiến hóa và phân bố
Sự hiểu biết về sự tiến hóa của dơi quạ đã được xác định chủ yếu bằng dữ liệu di truyền, vì ghi chép hóa thạch cho họ này là phân mảnh nhất trong tất cả các loài dơi. Có khả năng là chúng tiến hóa ở Úc, với tổ tiên chung của tất cả các loài còn sinh tồn sinh sống khoảng 31 triệu năm trước. Nhiều dòng dõi của chúng có lẽ có nguồn gốc từ Melanesia, sau đó phân tán theo thời gian đến châu Á, Địa Trung Hải và châu Phi. Ngày nay, chúng được tìm thấy ở các khu vực nhiệt đới và cận nhiệt đới Á-Âu, Châu Phi và Châu Đại Dương.

## Tập tính và chế độ ăn uống
Đa số các loài dơi quạ hoạt động về đêm hoặc lúc bình mình và hoàng hôn, mặc dù một số loài hoạt động vào ban ngày. Trong thời gian không hoạt động, chúng đậu trên cây hoặc trong hang động. Thành viên của một số loài đậu một mình, trong khi những loài khác tạo thành một tập thể gồm lên đến một triệu cá thể. Trong thời gian hoạt động, chúng bay đến các nguồn thức ăn. Với một vài loài ngoại lệ, chúng không thể định vị bằng tiếng vang, thay vào đó dựa vào các giác quan nhạy bén của thị giác và khứu giác để điều hướng và định vị thức ăn. Đa số các loài chủ yếu ăn trái cây, và một số loài ăn mật hoa. Các nguồn thức ăn ít phổ biến khác bao gồm lá, phấn hoa, cành cây và vỏ cây.

## Sinh sản
Chúng đạt đến độ tuổi sinh sản chậm, và có sản lượng sinh sản thấp. Đa số các loài chỉ sinh một con non sau khi mang thai từ bốn đến sáu tháng. Sản lượng sinh sản thấp này có nghĩa là sau khi mất đi một lượng dân số, số lượng của chúng tăng lại rất chậm.

## Phân loài
Bộ dơi Chiroptera
Phân bộ Dơi lớn Megachiroptera
Họ Dơi quạ Pteropodidae

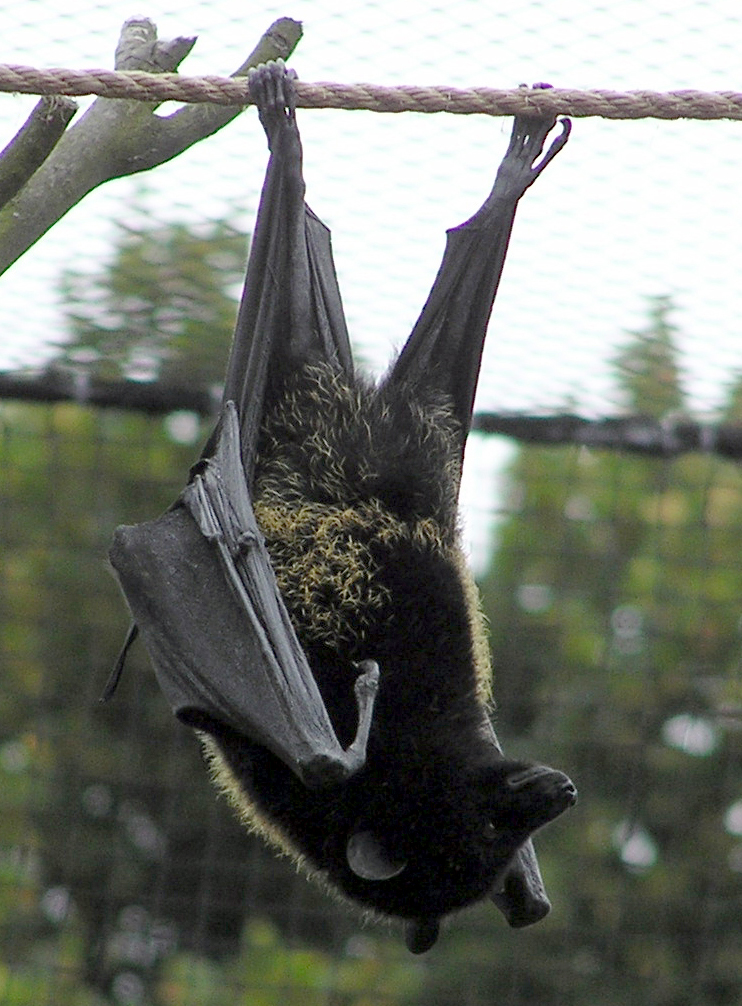
Dơi quạ Livingstone (Pteropus livingstonii)

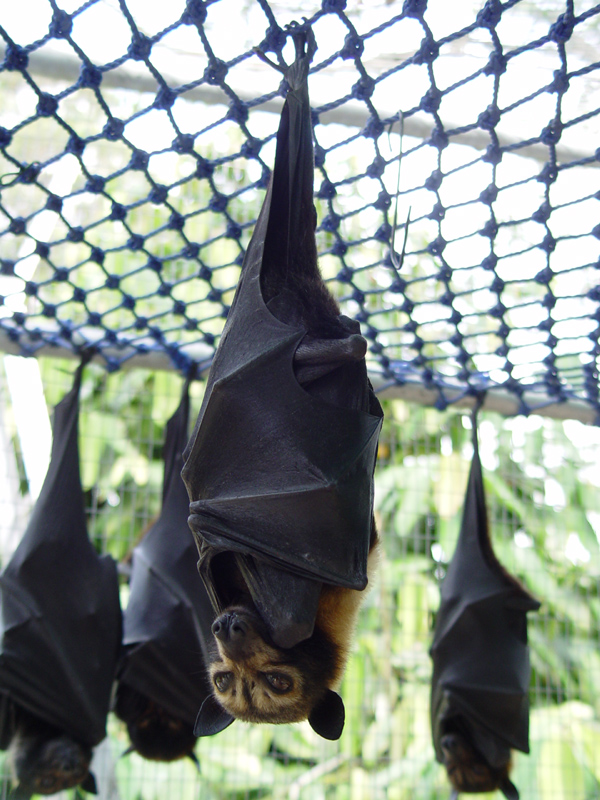
Dơi quạ đeo kính (Pteropus conspicillatus)

Họ Dơi quạ gồm 2 phân họ tuyệt chủng và 7 phân họ tồn tại
- Phân họ †Archaeopteropodinae
  -     -       - Chi †Archaeopteropus
- Phân họ Cynopterinae
- Phân họ Epomophorinae
- Phân họ Harpiyonycterinae
- Phân họ Macroglossinae
  - Tông Macroglossini
    -       - Chi Eonycteris
      - Chi Macroglossus
      - Chi Megaloglossus
      - Chi Syconycteris

  - Tông Notopterini
    -       - Chi Melonycteris
      - Chi Notopteris
- Phân họ Nyctimeninae
- Phân họ †Propottinae
  -     -       - Chi †Propotto
- Phân họ Pteropodinae
  - Tông Cynopterini
    - Phân tông Cynopterina
      - Chi Aethalops
      - Chi Alionycteris
      - Chi Balionycteris
      - Chi Chironax
      - Chi Cynopterus
      - Chi Dyacopterus
      - Chi Haplonycteris
      - Chi Latidens
      - Chi Megaerops
      - Chi Otopteropus
      - Chi Penthetor
      - Chi Ptenochirus
      - Chi Sphaerias
      - Chi Thoopterus

    - Phân tông Nyctimenina
      - Chi Nyctimene
      - Chi Paranyctimene

  - Tông Epomophorini
  - Tông Harpyionycterini
  - Tông Pteropodini
- Phân họ Rousettinae

## Hình ảnh

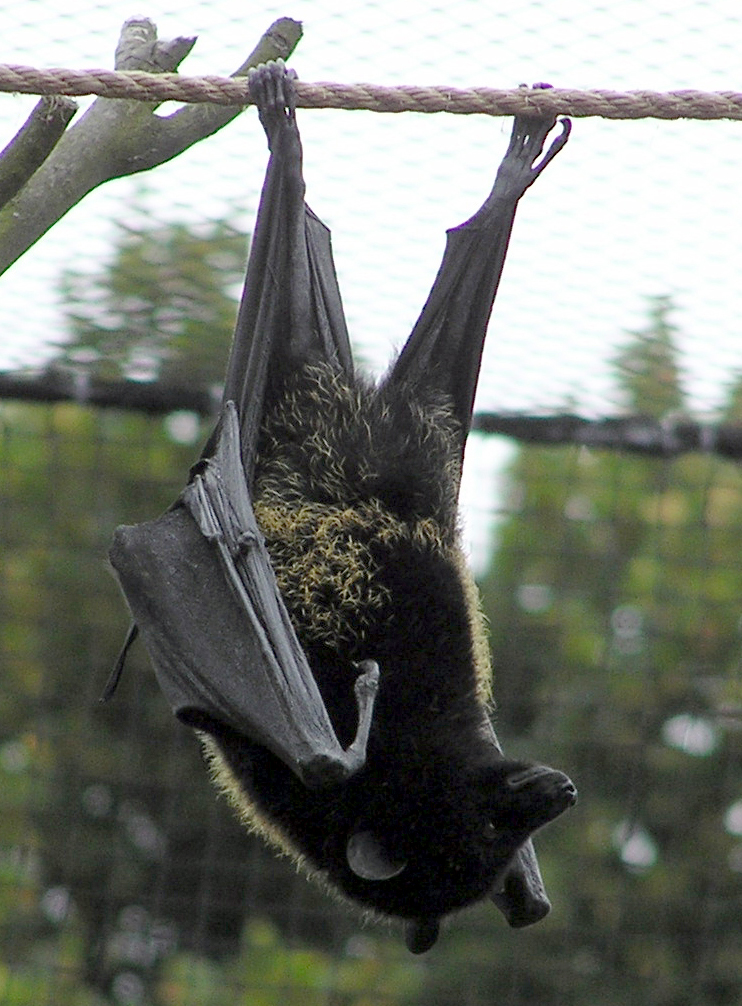
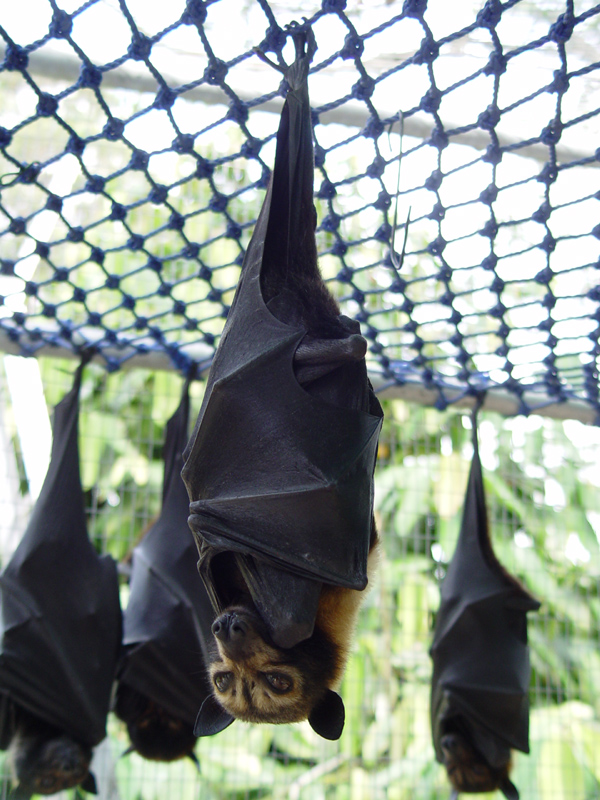
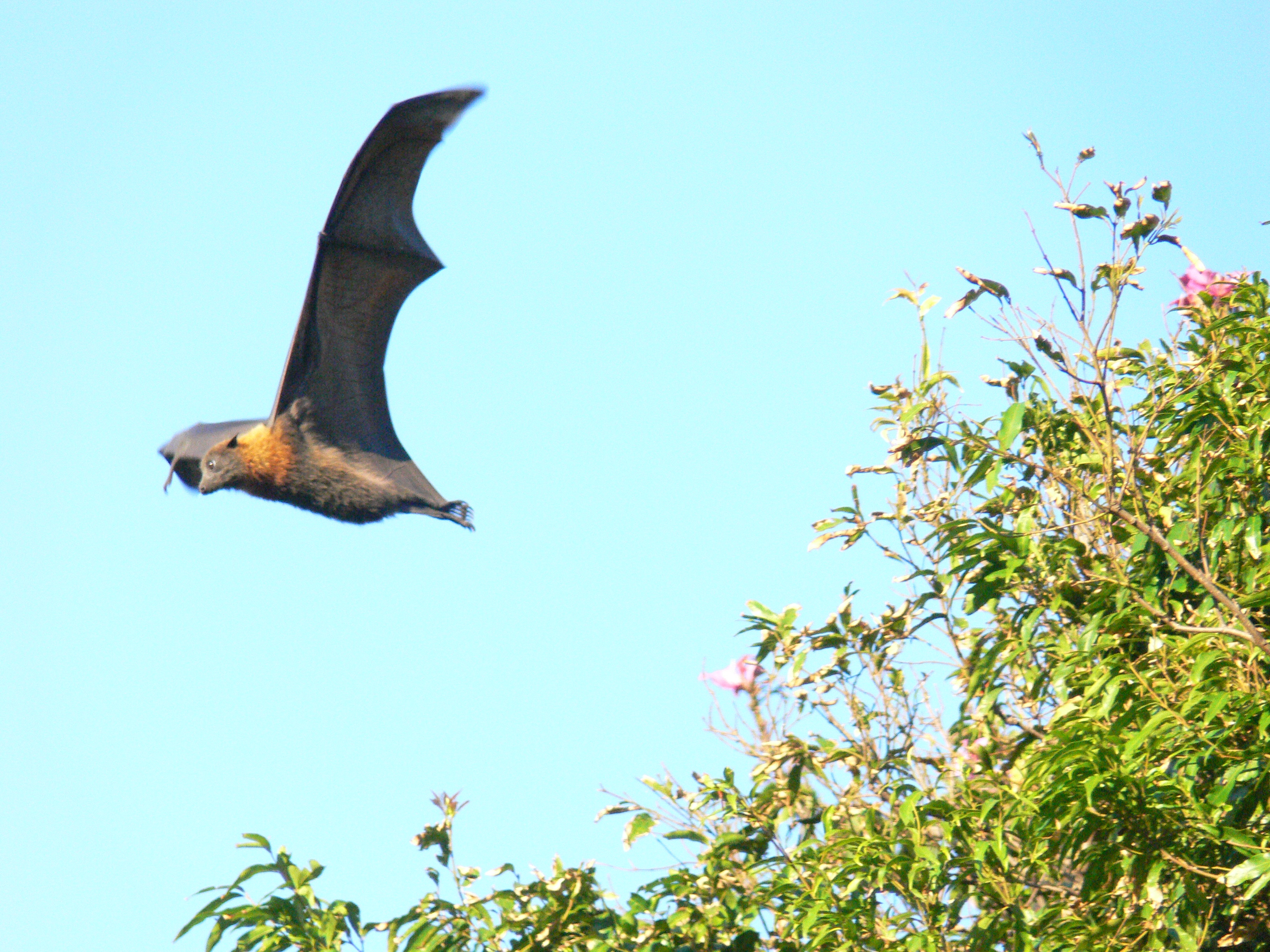
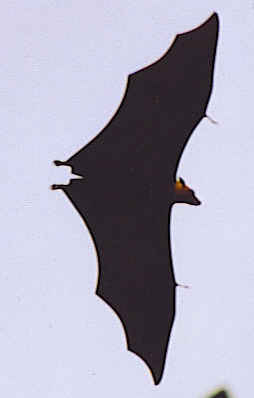